# Un duel de trente ans
Pour plus de détails, voir Fiche technique et Distribution.
Un duel de trente ans (30년만의 대결, 30 nyeonmanui daegyeol) est un film sud-coréen réalisé par Im Kwon-taek, sorti en 1971.

## Synopsis
Deux amis, Dae-gyu et Dal-soo, se disputent l'amour d'Ok-hee, mais celle-ci part finalement se marier à Séoul. Trente ans plus tard, Ok-hee, devenue veuve, retourne dans sa ville natale avec sa fille, Ji-hyang. Le duel entre les deux amis recommence.

## Fiche technique
- Titre : Un duel de trente ans
- Titre original : 30년만의 대결 (30 nyeonmanui daegyeol)
- Réalisation : Im Kwon-taek
- Scénario : Song Jang-bae
- Musique : Choi Chang-kwon
- Photographie : Choi Ho-jin
- Montage : Kim Hui-su
- Production : Lee Min-deok
- Société de production : Deok-yeong Films
- Pays :  Corée du Sud
- Genre : Drame
- Durée : 97 minutes
- Dates de sortie : 
  -  Corée du Sud : 27 février 1971

## Distribution
- Choi Mu-ryong
- Park No-shik
- Kim Ji-mee
- Kim Hee-ra
- Ji-yeong Park

## Distinctions
Le film a remporté le Blue Dragon Film Award du meilleur acteur pour Choi Mu-ryong.